# Détachement spécial d'intervention
Pour les articles homonymes, voir DSI.
Le Détachement spécial d'intervention (DSI) est une unité d'intervention d'élite de la Gendarmerie nationale algérienne. Il est spécialisé dans la lutte antiterroriste, la libération d'otages et la protection rapprochée des hautes personnalités. En 2013, il participe à la libération de plusieurs personnes pendant la prise d'otages d'In Amenas.

## Historique
Le DSI est née le 27 août 1989 par un décret présidentiel et placé sous le commandement de la gendarmerie nationale cette unité est l'équivalent algérien du GIGN français, le DSI est l'unité d'élite de la gendarmerie algérienne.

## Formation

### Recrutement
Le DSI recrute ses futurs opérateurs directement au sein des écoles supérieures de la gendarmerie nationale pour les officiers (ces derniers sont sélectionnés avant leur sortie de promotion) et au niveau des écoles de sous officiers de la gendarmerie nationale de Sétif et de Sidi Bel Abbès pour les sous-officiers.

### Formations d'intégration
Les élèves désirant rejoindre l'unité sont dans un premier temps évalués, si ces derniers passent cette phase d'évaluation, ils seront admis au programme d'intégration qui comporte 4 phases, :
- Le programme de préparation physique : (Instruction militaire, instruction au sport de combat comme le karaté, la boxe, le combat à mains nues, combat à main armée, aux arts martiaux en général). Ils sont supervisés par des instructeurs professionnels issus de la cellule sports de combat.
- Le stage bloqué de préparation : (Instruction physique, psychologique, et de combat) cette phase est l'une des plus difficiles car le stagiaire est mis à rude épreuve (exercice de jour comme de nuit, conditions climatiques défavorables, etc.) et il se termine avec le parcours du combattant psychologique.
- Le saut de parachute de qualification : Ils passent par l'École de formation commando et d'initiation au parachutisme (EFCIP) de Boghar afin de passer leur brevet de parachutiste, mais également pour s'initier aux techniques commando et de parachutisme.
- Le brevet professionnel spécial d'intervention (BPSI) : Il s'agit de la formation finale afin d'être opérationnel au sein de l'unité, les stagiaires recevront des cours de plongée, des gestes de secours au combat, des stages pour les maîtres chiens, mais aussi de tir, d'usage d'explosifs, de protection rapprochée, et des techniques d'escalade d'immeubles et de reliefs, d'intervention en milieu clos, ouvert, etc).

La formation s'effectue en 2 étapes, la première est la phase d'instruction pédagogique, et la seconde est la phase de restitution et d'évaluation des stagiaires, ils doivent réussir le test final s'ils veulent intégrer l'unité.
Si ces derniers réussissent cet examen, ils se verront remettre le pin's ainsi que le patch du DSI, ils seront donc admis en unités opérationnelles.
La durée de formation au sein du DSI est de 6 mois, et les stagiaires reçoivent l'équivalent de 1400 heures de formation avancées.

### Formation continue

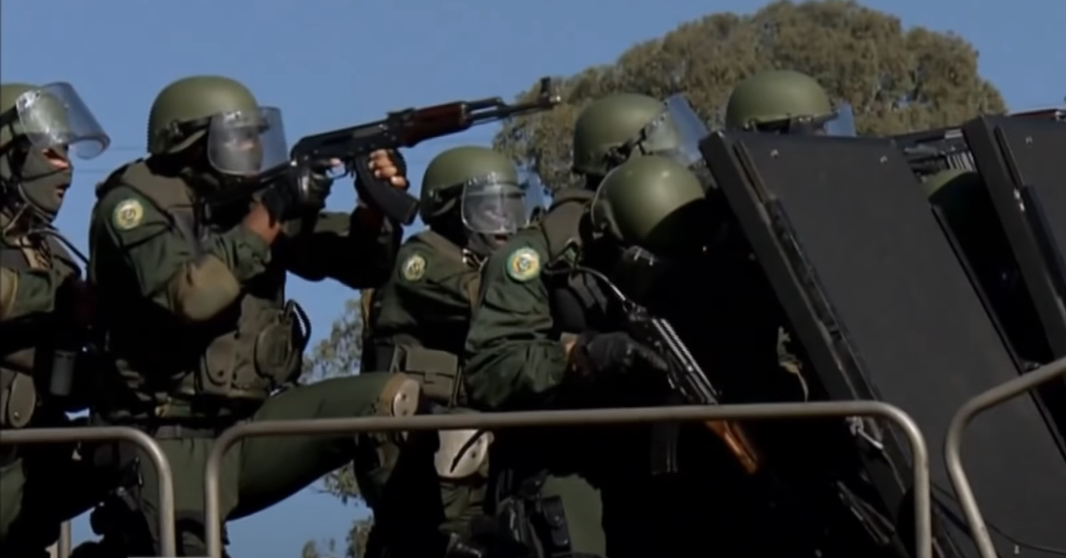
Un groupe d'assaut du DSI lors d'un entraînement.

Néanmoins les opérateurs sont en formation permanente et chaque membre suit un entraînement quotidien. 
L’entraînement de tir est quotidien, chaque élément peut se rendre quand il le désire au stand de tir. 
Des tests de tir comprenant des épreuves chronométrées, de tir sélectif, de précision, à longue distance, sont évalués par les instructeurs de la cellule d’instruction. 
Les opérations d’entraînement de différents scénarios, toujours à balles réelles, sont revues et débriefées pour corriger chaque action et essayer d'améliorer sa technicité.
Ils s'entraînent également aussi de nuit sous jumelles de vision nocturne sur tous types de situations dans les 13 sites qui leur sont réservés. 
Ils réalisent aussi des exercices à partir d'un hélicoptère avec des techniques de rappel mais également sur la conduite rapide et des techniques de base dans le domaine des négociations et de la prise d'otages,.
Le DSI fait régulièrement des échanges à l'étranger, ou, ont réalisé des échanges par le passé avec plusieurs homologues étrangers comme le GIGN français par exemple. 
Ces derniers ont aussi fait des formations à l'USSOCOM aux États-Unis. 
Le DSI a également fourni à de nombreuses promotions de pays africains une formation à l'intervention et à la protection rapprochée.

## Missions
Les missions principales du DSI sont :
- la lutte anti-terroriste
- la libération d'otages
- la neutralisation de forcenés ou de malfaiteurs dangereux
- la participation à des opérations de police judiciaire
- l'escorte et du transfert de détenus dangereux
- la protection rapprochée et l’escorte de hautes personnalités.
- Mission d'assistance civile

## Organisation

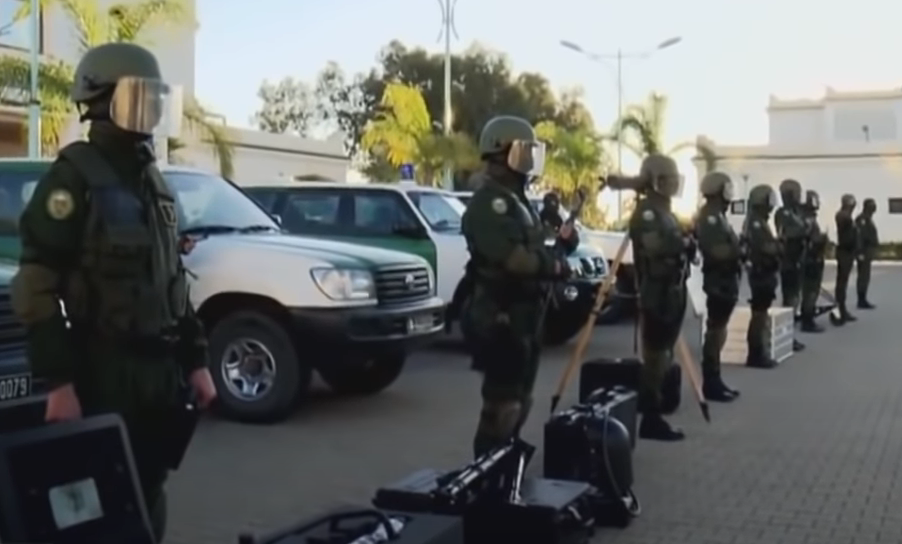
Des membres du DSI lors d'un entraînement.

Le DSI se subdivise en plusieurs unités, ayant chacune sa propre fonction, selon la mission, elles peuvent travailler communément dans une opération aussi bien séparément chacune de leur côté.
Le DSI est composé de :
- Unités d'intervention : composés de groupes d'assaut, groupes d'appui, tireurs de précision
- Unités d'appui opérationnel : reconnaissance, observation, écoute, brouillage
- Unités de nageurs de combat : assauts amphibies, sabotage, reconnaissance, sauvetage, recherche
- Unités de protection rapprochée et d'escorte : protection, sécurisation, escorte de VIP
- Unités d'artificiers et de démineurs : déminage, effraction, assistance technique
- Unités cynophiles : composés de groupes cryotechnique, de groupes de recrutement et éducation des chiens, de groupe de recherche de drogues ou d'explosifs.
- Unité d'instruction : composé d'une cellule d'instruction, et d'un bureau des sports

## Principales opérations
Le DSI a mené des centaines d'opérations depuis sa création, aussi bien la libération d'otages que l'interpellation de forcenés (« neutralisation » dans le jargon de l'unité). Parmi les opérations les plus connues:
- Prise d'otages massive d'In Amenas (Tiguentourine): Le 16 janvier 2013, une colonne de quatre véhicules tout-terrains, transportant une trentaine de terroristes puissamment armés, traverse la frontière algéro-libyenne, s’empare du complexe gazier de Tiguentourine, situé à 40 km d'In Amenas, et prend en otages les 800 travailleurs, dont 130 étrangers, qui s'y trouvent. Les forces spéciales donnaient l'assaut qui se solde par l'élimination de 27 membres du commando terroriste, l'arrestation de trois autres et la mort de 37 otages[7].

## Équipements

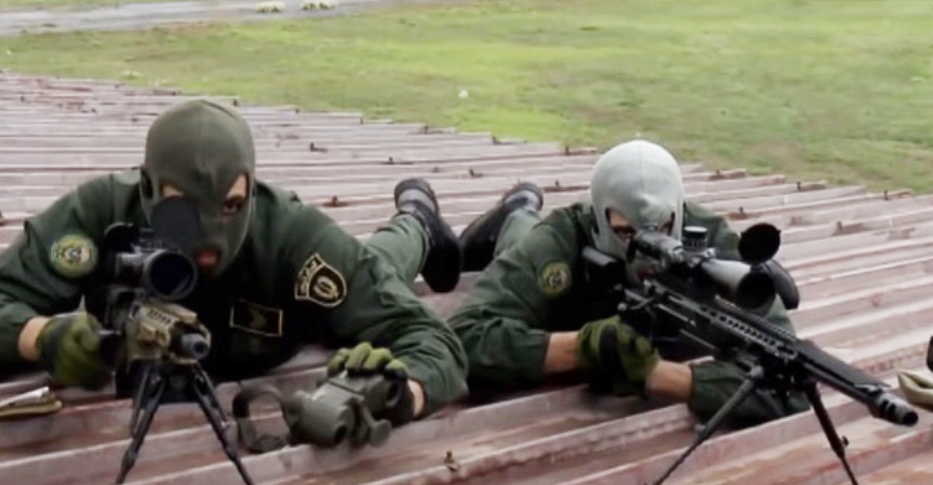
Tireurs d'élite du DSI équipés d'un Remington MSR (à gauche) et d'un G22A2 (à droite) lors d'un entraînement.

Les opérateurs du DSI comme toutes les unités de forces spéciales policières au monde ont des équipements spécifiques pour chaque type d'intervention et il en est de même pour l'armement.

### Armes de poing
- Glock 17
- Glock 18[6]
- Glock 31[6]
- Beretta 92 FS
- Caracal

Les armes de poings peuvent également recevoir un kit RONI (ou un kit similaire), qui sont généralement utilisé pour les missions de combat en milieu clos ou pour les missions de protection rapproché.

### Fusils d'assaut
- AKM
- AK101
- AKMS
- Steyr AUG
- HK-G36
- AR-M4SF

### Pistolet mitrailleur
- Beretta PM 12S
- Steyr TMP[6]
- HK MP7

### Fusils mitrailleur
- PKM
- RPK

### Fusils de précision
- Sako TRG
- Remington MSR
- Accuracy International G22A2
- Zastava Black Arrow

### Fusil à pompe
- Franchi SPAS 12
- Beretta RS202M2[6]

### Autres armes
- RPG-7
- Pistolet à impulsion électrique
- Bâton télescopique

## Équipement individuel
- Casque FAST ops core, casque à visière pare-balles
- Combinaison tactique verte, Ghillie (Sections d'appuis et TELD)
- Gilet porte-plaques
- Casque de communication
- Gants kevlar
- Appareil de vision nocturne
- Cagoule
- Garniture genoux; coudes
- Holster
- Lunettes de protection

## Moyens d'intervention

### Terrestre
- Véhicule tout-terrain Ford F-150 avec Mobile Adjustable Ramp System (MARS)
- Véhicule tout-terrain Nissan Patrol de la Gendarmerie nationale
- Véhicule tout-terrain Toyota Land Cruiser de la Gendarmerie nationale
- Véhicules banalisés

### Aérien
- Hélicoptère Écureuil AS355N de la Gendarmerie nationale
- Hélicoptère Agusta-Westland AW-109 LUH de la Gendarmerie nationale
- Hélicoptère Mil Mi-17 des Forces aériennes algériennes
- Avions de transport des Forces aériennes algériennes